# Bomberman 64: The Second Attack
Bomberman 64: The Second Attack, conocido en Japón como Bakú Bomberman 2 (爆ボンバーマン２, Bakú Bonbāman Tsū, lit. "Explosive Bomberman 2"), es un videojuego desarrollado y publicado para Nintendo 64. Se trata de la secuela de Bomberman 64 y salió a la venta en el mercado japonés en diciembre de 1999, y en el mercado americano en mayo de 2000, no llegando a comercializarse en el mercado europeo.

## Videojuego
En muchos aspectos, el juego se asemeja a Bomberman 64. No hay saltos, solo bombas de poder. El jugador puede detonar bombas a distancia. Sin embargo, a diferencia de las explosiones circulares de la primera saga de Nintendo 64, las explosiones en el segundo tienen la habitual forma de cruz.

## Argumento
En The Second Attack, Bomberman encuentra un misterioso huevo mientras celebraba su victoria sobre Altair y Sirius en un planeta de aguas termales y decide llevarlo con él mientras explora el espacio en su nave. Un día, sin embargo, la nave de Bomberman se ve envuelta en un agujero negro, y él se despierta para encontrarse prisionero. Mientras que en la cárcel, el huevo de repente empieza a abrirse. La criatura en el interior resulta ser un charabom llamado Pommy. Con la ayuda de Pommy, Bomberman es capaz de escapar.
Bomberman descubre que hay algunos cristales elementales siendo recogidos por el malvado Rukifellth, y los Caballeros Astrales, quienes custodian los mismos. Durante el camino conoce a Lilith, una chica aparentemente trabajando por el mismo objetivo que el. Posteriormente se encuentra con ella varias veces más a lo largo del juego. También se descubre que uno de los Caballeros Astrales no es otro que Regulus (ahora bajo el nombre Bulzeeb), quien regresa para la revancha desde la anterior entrega y así resolver sus diferencias con su archirrival.
Una vez que Bomberman derrota a los cinco primeros Caballeros Astrales, se abre el paso a la nave Noah, la causa del agujero negro y el cuartel general del ejército BHB. En el interior, se enfrenta a sus desafíos más difíciles. El juego consta de dos finales. En el final malo, Bomberman se encuentra con Lilith pero repentinamente ella sufre un cambio en sí misma y les pide a Bomberman y Pommy que continúen adelante, cuando se van, Lilith es Poseída por la diosa Mihaele, y se dirige hacia la confrontación final de Bomberman y Rukifellth, quien revela que ha sido poseído por el demonio Sthertoth. Aunque Bomberman lo vence, Mihaele aparece para tratar de detenerlo, sin embargo la diosa es posesionada por este y se transforma en el dios del Caos. La lucha se intensifica y Bomberman vence a Sthertoth. Rukifellth y Lilith parecen estar recuperados, pero Sthertoth aparece nuevamente y no puede ser destruido, por lo que Lilith en un último esfuerzo ayuda a Bomberman y Pommy a escapar de la nave la cual está a punto de estallar, sin embargo Lilith decide quedarse sacrificándose para ayudarlos, Bomberman y Pommy escapan, tras ello Sthertoth los alcanza en el espacio y cuando está a punto de destruirlos, el poder de la diosa y el demonio chocan entre sí disipándose en una gran explosión. Aunque la nave Noah quedó intacta, los cuerpos de Lilith y Shtertoth no aparecen. El juego termina mostrando los créditos y la nave de Bomberman y Pommy volando en el espacio con la esperanza de encontrar a Lilith nuevamente y se dirigen al próximo planeta para encontrar su paradero (el cual ocurre en la última batalla de Bomberman contra Bulzeeb).
En el final bueno, Bomberman y Bulzeeb se enfrentan y la batalla queda inconclusa al aparecer Mihaele frente a ellos. La diosa le suplica que le ceda su piedra elemental para derrotar a Shtertoth quien aún sigue con vida, Bulzeeb rechaza la petición y decide entregársela a Bomberman pues considera que su rival es el más adecuado, y luego se marcha para enfrentarse a Rukifellth. Lilith les cuenta a Bomberman y a Pommy todo lo ocurrido en el final malo y sobre lo que sucederá ahora que Bomberman logra recolectar todas las piedras elementales. Todos se dirigen nuevamente a la nave Noah donde descubren que el poder de Sthertoth aún permanece activo. Mihaele le hace frente a Bomberman para quitarle todas las piedras, pero cae derrotada y se dirige al salón de Rukifellth. Bulzeeb se enfrenta a Rukifellth pero nada puede hacer contra el y queda malherido. Bomberman llega para el combate final y Bulzeeb le cede el resto de sus poderes para que pueda vencer al demonio, luego este asesina a Bulzeeb con un agujero negro. Tras la intensa batalla de Bomberman y Sthertoth, este cae vencido y Mihaele aparece para unirse con el contra su voluntad y convertirse en el ángel de luz y la oscuridad con la intención de destruir y recrear el universo, pero el Ángel es derrotado por Bomberman. El Ángel opta por creer que Bomberman puede defender el universo y desaparece liberando a Lilith y Rukifellth, y a continuación usa el poder de las piedras para revivir a los Caballeros Astrales. Los mismos se despiden de Bomberman agradeciéndole por haberlos salvado y cada uno toman rumbos diferentes. Lilith y Rukifellth deciden irse en la nave Noah y finalmente, Bomberman y Pommy se marchan rumbo a una próxima aventura.
Este juego da origen al universo de Bomberman. El universo fue creado por un ángel dividido en dos mitades, en la luz y una entidad oscura, el lado oscuro trató de hacerse cargo de toda la creación, pero el lado de la luz creó las siete piedras elementales y guerreros que podían controlarlos para luchar contra la oscuridad. El lado luminoso ganó y la entidad oscura se selló en la octava piedra, la piedra celestial. Los acontecimientos en el juego se ponen en marcha cuando Rukifellth encuentra la piedra y al tocarlo es poseído por la entidad oscura, que luego lava el cerebro a los guerreros creados por la luz para hacer su voluntad (sólo Regulus pudo resistirlo) y los envía para encontrar las siete piedras elementales, para que pueda recuperar su verdadera forma, en este caso, el demonio Sthertoth.

## Jugabilidad
Además de las características mencionadas, el juego trajo muchas novedades, por ejemplo: Más jefes y más niveles, un nuevo y mejorado arsenal que consiste en el uso de las piedras elementales para diferentes explosiones con las bombas, una tienda para comprar diversos ítems de utilidad además de las piezas para personalizar a Bomberman en el modo multijugador, mapas, guías de los enemigos, contenedores de corazón, y las piezas de la armadura secreta. También cuenta con la capacidad de alimentar a Pommy dándole diferentes tipos de evolución mejorando sus habilidades. Pommy también puede ser jugado por un segundo jugador humano con un segundo controlador.